# 草野滿代
草野滿代（日语：草野 満代，1967年2月4日—）是日本岐阜縣惠那郡福岡町（現中津川市）出生的電視主持人及新聞主播。所屬經紀公司為cent. Force。
她曾經擔任NHK及TBS電視台的播音員，以及每年度紅白歌合戰的大會司儀之一。

## 外部連結
- 官方個人資料 （页面存档备份，存于） （日語）